# The Truth About Husbands
The Truth About Husbands è un film muto del 1920 diretto da Kenneth S. Webb. La sceneggiatura si basa su The Profligate, lavoro teatrale di Arthur Wing Pinero andato in scena a Londra il 24 aprile 1889.

## Produzione
Il film fu prodotto dalla Whitman Bennett Productions.

## Distribuzione
Il copyright del film, richiesto dalla Whitman Bennett, fu registrato il 30 novembre 1920 con il numero LP15873. Distribuito dall'Associated First National Pictures e presentato da Whitman Bennett, il film uscì nelle sale cinematografiche statunitensi nel dicembre 1920.